# MKS Świdnica
MKS Świdnica – polski kobiecy klub siatkarski ze Świdnicy.